# Xi Jinping
Acesta este un nume chinezesc; numele de familie este Xi.
Xi Jinping (pronunție AFI: [ɕɨ̌ t͡ɕînpʰǐŋ]; chineză simplificată: 习近平; chineză tradițională: 習近平; pinyin: Xí Jìnpíng; n. 15 iunie 1953, Beijing, Republica Populară Chineză) este un politician din Republica Populară Chineză, cel mai recent lider chinez, ales la 15 noiembrie 2012 în tripla funcție de secretar general al Partidului Comunist Chinez, vicepreședinte al Republicii Populare Chineze și președinte al Comisiei Militare Centrale. Începând cu 14 martie 2013 a fost ales președinte al Republicii Populare Chineze.
În 2011 era prim-secretar al Secretariatului Partidului Comunist Chinez, vicepreședinte al Chinei și vicepreședinte al Comisiei Militare Centrale a Republicii Populare Chineze, rector al Școlii Centrale de Partid și numărul 6 în Comitetul Politic Executiv al PCC.
Fiu al veteranului comunist Xi Zhongxun, Xi Jinping a avut la începutul carierei politice funcții de conducere în special în provincia Fujian, după care a fost numit prim-secretar de partid în provincia Zhejiang. Ulterior, când Chen Liangyu a fost dat afară din funcție, a preluat funcția de prim-secretar de partid la Shanghai. Cunoscut pentru politica sa oarecum liberală, atitudine dură față de corupție și vederi deschise referitoare la reformele politice și economice, combinația de posturi îl fac un urmaș probabil al actualului secretar general și președinte Hu Jintao și conducătorul celei de-a cincea generații de conducători chinezi.

## Biografie

### Copilăria și tinerețea
Xi Jinping s-a născut pe data de 15 iunie 1953 la Beijing, familia trăgându-se din districtul administrativ Fuping, regiunea Shaanxi. Este fiul cel mai tânăr al lui Xi Zhongxun, unul dintre fondatorii mișcării de gherilă comuniste din provincia Shaanxi din nordul Chinei, devenit ulterior vice-prim-ministru. În timpul Revoluției Culturale, când Xi avea 10 ani, tatăl lui a fost persecutat, fiind trimis să lucreze la o fabrică din Luoyang, iar în 1968 a fost închis. Lipsit de protecția tatălui, în 1969 Xi a fost trimis să lucreze în satul Liangjiahe din districtul administrativ Yanchuan (Shaanxi). Wikipdia engleză relatează că în anii grei a locuit și într-o chilie în munte. Mai târziu a devenit secretarul de partid al echipei de producție. 
Există unele neclarități referitoare la studiile sale, deoarece se crede că ar fi intrat la facultate fără să fi terminat liceul, și că ar fi primit doctoratul fără să-și fi luat mai întâi masteratul. Din 1979 până în 1982 a fost secretar al subordonatului tatălui său anterior Geng Biao, pe atunci vice-premier al Consiliului de Stat al Republicii Populare Chineze și secretar-general al Comisiei Militare Centrale. 

### Ascensiunea
Xi a intrat în rândurile Uniunii Tineretului Comunist Chinez în 1971 și în Partidul Comunist Chinez în 1974. În 1982 a fost trimis în districtul administrativ Zhengding din regiunea Hebei ca secretar de partid. Xi a lucrat în 4 provincii: Shaanxi, Hebei, Fujian și Zhejiang.
Xi a ocupat poziții de conducere în comitetul de partid municipal din Fuzhou, și a devenit rector al Școlii de Partid din Fuzhou în 1990. În 1999 a fost promovat în postul de viceguvernator al provinciei Fujian, iar un an mai târziu a devenit guvernator. Acolo a făcut eforturi de a atrage investiții din Taiwan și a încurajat economia de piață. În februarie 2000 a fost chemat împreună cu secretarul de partid al provinciei, Chen Mingyi, în fața celor 4 membri ai Comitetului Politic Executiv- secretarul-general și președintele Jiang Zemin, premierul Zhu Rongji, vicepreședintele Hu Jintao, șeful Comisiei de disciplină de partid Wei Jianxing să dea explicații referitoare la Scandalul Yuanhua.
În 2002 Xi a fost numit în funcții de răspundere în provincia Zhejiang, devenind apoi secretar de partid al provinciei, după ce a fost guvernor interim timp de mai multe luni. Xi a devenit apoi membru supleant al celui de al XV-lea Comitet Central al PCC și membru plin al celui de al XVI-lea Comitet Central. În provincia Zhejiang a avut o atitudine intransigentă față de corupție, fapt care a atras atenția liderilor chinezi.
Ca urmare a demiterii secretarului de partid Chen Liangyu din Shanghai în septembrie 2006 ca urmare a unui scandal legat de pensiile sociale, Xi a fost numit în locul lui în martie 2007.

### Membru al Comitetului Politic Executiv și vicepreședinte

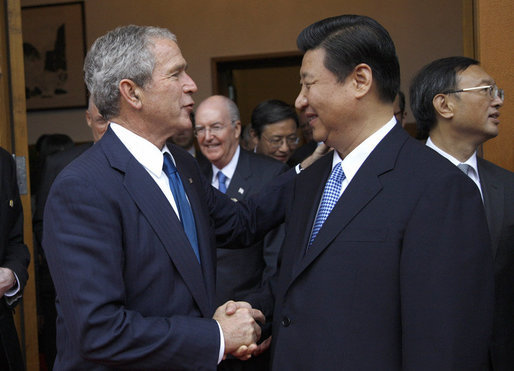
Xi Jinping dând mâna cu George W. Bush.

Numirea lui Xi în postul de secretar de partid la Shanghai a fost interpretată ca un prim pas în cariera sa ca unul dintre liderii celei de a cincea generații de conducători chinezi. Acest lucru a fost subliniat de numirea sa ca unul din cei 9 membri ai Comitetului Politic Executiv al PCC la cel de-al XVII-lea Congres al PCC din octombrie 2007. La 15 martie 2008, cu ocazia celui de-al XI-lea Congres Național Popular, Xi a fost ales ca vicepreședinte Republicii Populare Chineze.
De asemenea, a fost numit rector al Școlii Centrale de Partid, institutul de educație ideologică a PCC. După cutremurul din Sichuan, Xi a vizitat regiunile afectate în Shaanxi și Gansu. După terminarea Jocurilor Olimpice din Beijing din 2008, Xi a fost numit în postul de președinte al comitetului pentru cea de-a 60-a aniversare a întemeierii Republicii Populare Chineze.

#### Vizite
Prima vizită în străinătate după numirea sa în postul de vicepreședinte a avut loc în Coreea de Nord, Mongolia, Arabia Saudită, Qatar și Yemen de la 17 la 25 iunie 2008. 
În februarie 2009, în calitatea sa de vicepreședinte al RPC, a vizitat America Latină: Mexico, Jamaica, Columbia, Venezuela și Brazilia.
De la 7 la 21 octombrie 2009 Xi a vizitat Belgia, Germania, Bulgaria, Ungaria și România. Xi a vizitat Japonia, Coreea de Sud, Cambodia și Myanmar de la 14 la 22 decembrie 2009.

### Viitorul politic
Pe lista Time 100 pentru 2009, Xi a fost numit unul dintre cei mai influenți oameni din lume.
Revista britanică New Statesman l-a clasat pe Xi Jinping pe locul 4 în rândul celor mai influente persoane din lume pe anul 2010 ("The World's 50 Most Influential Figures 2010").
La 18 octombrie 2010 Xi a fost numit vicepreședinte al Comisiei Militare Centrale a PCC, un post pe care l-a avut și Hu Jintao în 1999 înainte de a deveni secretar-general al PCC.
La 15 noiembrie 2012 a fost numit în funcția de secretar-general al Partidului Comunist Chinez și președinte al Comisiei Militare Centrale a PCC.

## Familia
Xi s-a recăsătorit cu cântăreața de muzică populară a armatei Peng Liyuan (彭丽媛) în 1987. Peng Liyuan a fost mai cunoscută publicului decât Xi înainte ca acesta să ocupe funcții la nivel național. Au împreună o fiică numită Xi Mingze (习明泽), poreclită Xiao Muzi (小木子), care s-a înscris la Universitatea americană Harvard în toamna anului 2010 sub pseudonim.
Peng l-a descris ca fiind cumpătat, sârguincios și pragmatic.